# Saito

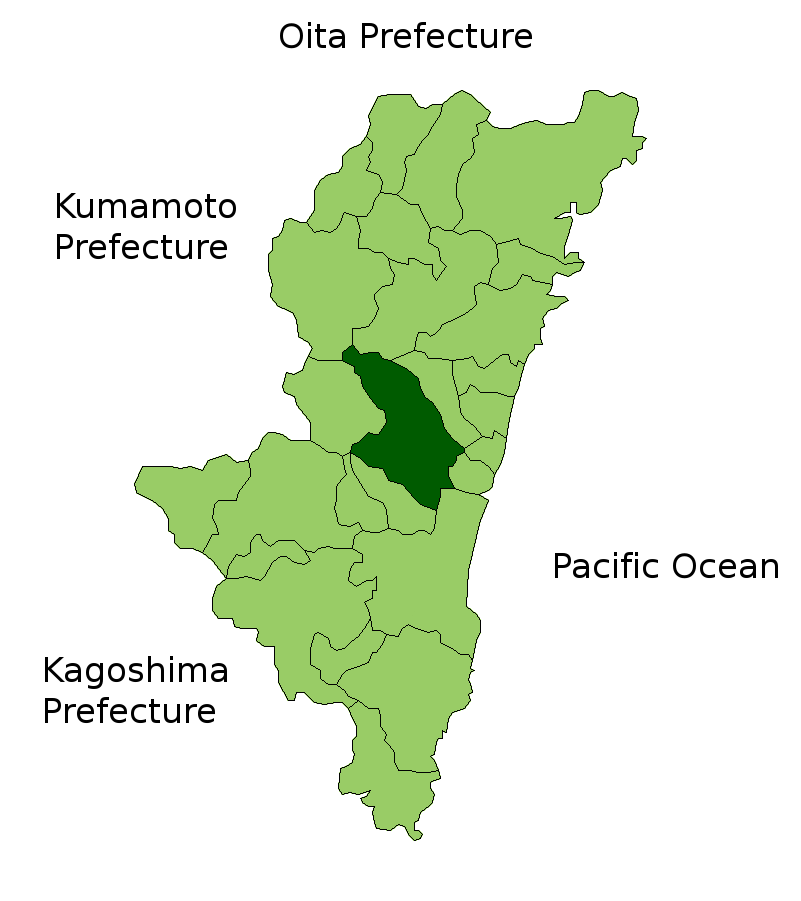

Saito (西都市 Saito-shi?) este un municipiu din Japonia, prefectura Miyazaki.